# The Courteeners
The Courteeners es una banda de rock formada en Middleton, Gran Mánchester en el año 2006

## Formación
Los miembros de la banda se conocen desde que tenían diez años de edad. Liam y Conan estudiaron en la Cardinal Langley RC High School en Middleton, Mark Cuppello estudió en la RC High School Santa Mónica en Prestwich, y Michael Campbell estudió en la St Cuthbert RC High School.
Durante su estancia en la Universidad de Salford (cursando estudios de escritura creativa), Fray Liam comenzó a realizar actuaciones como cantautor por los bares y en las noches de micrófono abierto en Mánchester. Después de recibir reacciones positivas de la gente, Fray decidió dejar la universidad y formar una banda. Liam reclutó primero a su amigo y vecino Michael Campbell, el cual no había tocado la batería en su vida. Después de esto Conan Moores (Guitarra) y Mark Cuppello (bajo) se unieron para formar la banda.
Tuvieron su primer concierto en el Parador de Mánchester en octubre de 2006, y rápidamente tuvieron gran repercusión en Mánchester, en gran medida a través del boca a boca, provocado por sus numerosos conciertos y actuaciones televisivas. The Courteeners lanzaron su primer sencillo "Cavorting", el 6 de agosto de 2007 por Loog Records. Un segundo sencillo, "Acrylic", fue lanzado el 22 de octubre de 2007, alcanzando el número 44 en la tabla del UK Chart.

## Miembros de la banda
- Liam Fray (voz/guitarra)

- Michael Campbell (batería/voz)

- Daniel Conan Moores (guitarra)

- Mark Cuppello (bajo)

## Relaciones con otros artistas

### Morrisey
Morrissey ha mencionado su gusto por The Courteeners en numerosas ocasiones. Después de ver a la banda en Camden, Morrissey tocó su canción "What Took You So Long" en la emisora de radio estadounidense KRCW, donde llenó de elogios a la banda diciendo que "Cada canción era muy fuerte y llena de ganchos y lleno de dinámica y pensé que , 'esto es genial' y que tantos grupos de Inglaterra, que están promocionado que son enormes y están por todos lados en la prensa y que en realidad no tienen realmente ninguna canción, que en realidad no tienen nada que ofrecemos... pero es diferente con The Courteeners, que en realidad tienen muy buenas y fuertes canciones". Morrissey añadió: "Creo que lo van a hacer aquí [en los EE.UU.] y creo que te encontrarás con ellos". El 30 de diciembre se anunció que The Courteeners se uniría a Morrissey en su gira americana en la primavera en apoyo de su nuevo álbum "Years Of Refusal".

### Noel Gallagher
Noel Gallagher, invitó a la banda para apoyarlo en el Royal Albert Hall el 25 de marzo de 2010. El espectáculo fue a beneficio de la Teenage Cancer Trust. Fue la primera aparición de la banda en el lugar

## Actuaciones en directo
En marzo de 2009 la banda hizo su debut en EE. UU. con un espectáculo cabeza de cartel en Mercury Lounge de Nueva York, seguido de un mes de gira por los Estados Unidos como invitados especiales de Morrissey en el 'Tour Of Refusal ". Tuvieron más de 18 actuaciones, incluidas apariciones en el New York´s Carnegie Hall, el Palladium de Dallas y el Sunshine Theater de Albuquerque. Ellos terminaron su gira por América en el Festival de Coachella 2009 en Indio, California. Actuando en el escenario principal del festival, junto con Paul McCartney, Morrissey y Franz Ferdinand.
En el Reino Unido, la banda tocó en el Reading/Leeds Festival en el escenario principal junto con Arctic Monkeys, The Prodigy, y la Brown Ian. También apareció en el 2009 T In The Park Festival como cabeza de cartel del segundo día en el escenario la tienda del rey Tut Wah Wah.

## Álbumes de la banda
| Año  | Álbum                                       | Posiciones en UK Albums Chart | País       |
| ---- | ------------------------------------------- | ----------------------------- | ---------- |
| 2008 | St. Jude - Lanzamiento: 7 de abril de 2008  | 4                             | Inglaterra |
| 2010 | Falcon - Lanzamiento: 22 de febrero de 2010 | 3                             | Inglaterra |
| 2013 | Anna - Lanzamiento: 4 de febrero de 2013    | 1                             | Inglaterra |

## Premios y nominaciones
- Guardian First British Album Award 2008(Inaugural year)
- Guardian First British Album Award - St. Jude - Ganadores